# Slavjanofilství

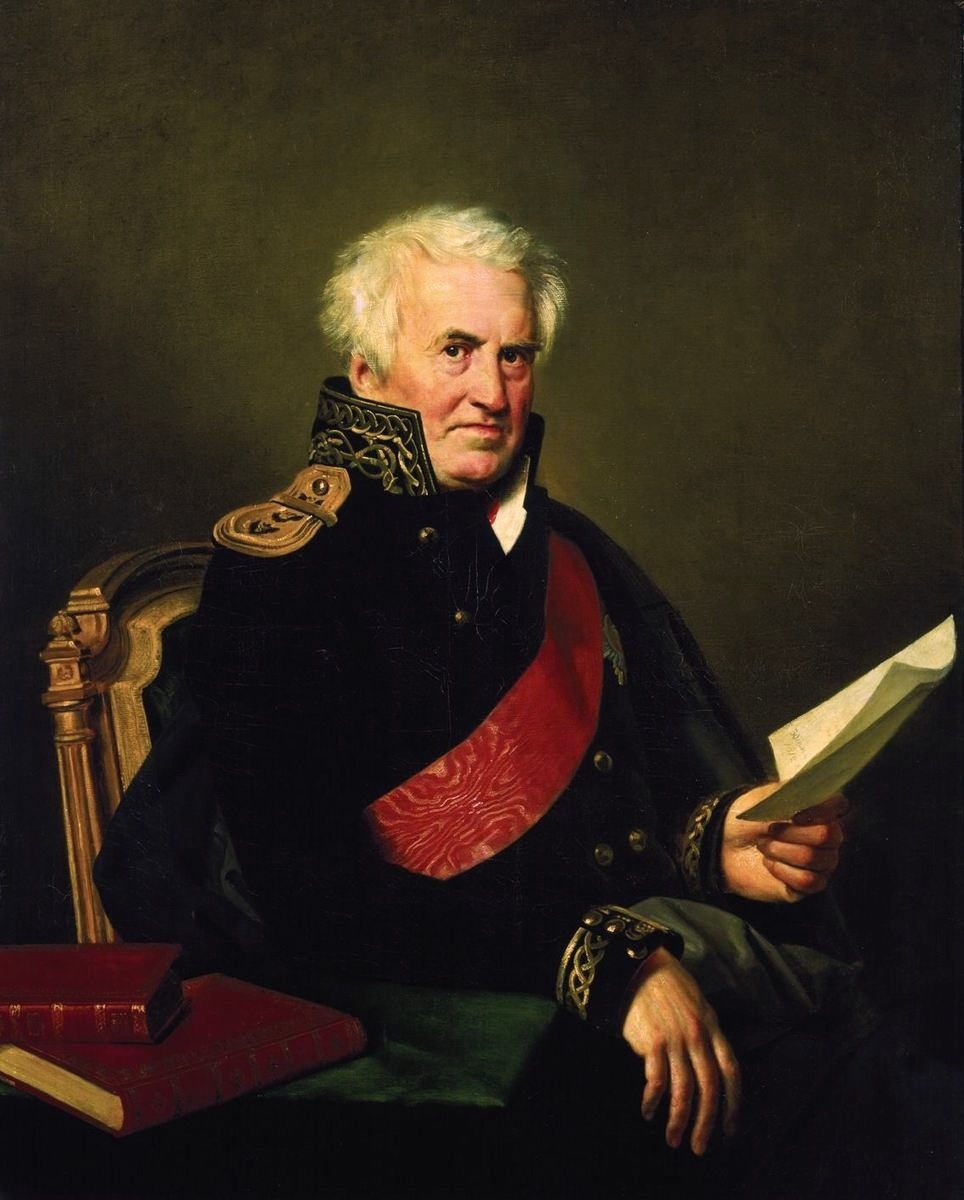
A. S. Šiškov

Slavjanofilství byl specifický filosofický a kulturně náboženský proud v Rusku v období let 1840–1886, který odmítal západnické tendence a ruské odlišnosti od evropské kultury nepokládal za zaostalost, ale naopak za přednosti.

## Názory

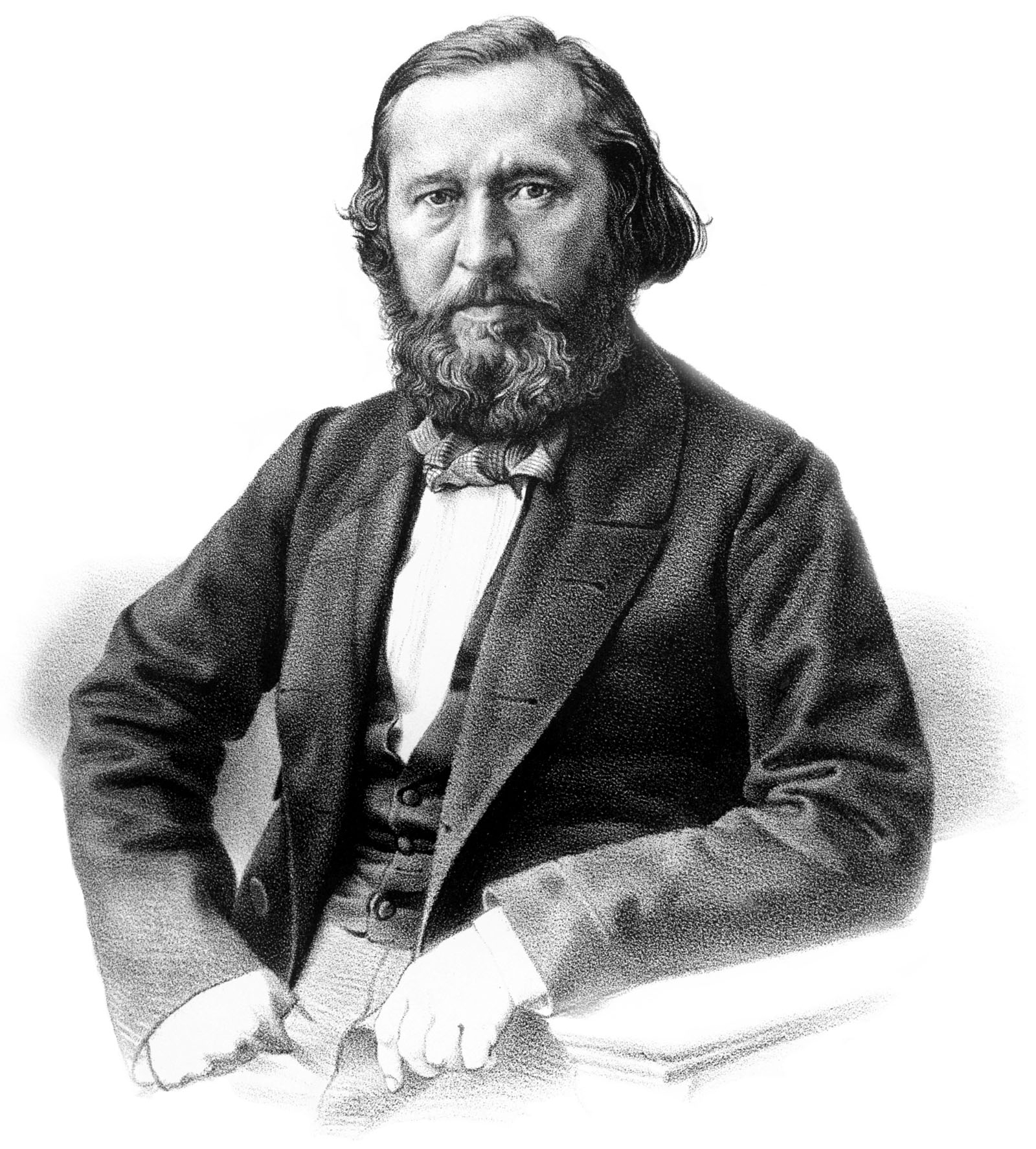
K. S. Aksakov

Jeho sympatizanti a stoupenci – slavjanofilové – nesouhlasili s integrací země do obecného evropského kulturně-civilizačního okruhu a prohlašovali, že Rusko je okruhem vlastním, specifickým. Nemá se západu přizpůsobovat, protože vyprázdněný západ bude naopak Rusko velice potřebovat a jednou se k němu obrátí. Slavjanofilové proto vyzdvihovali carské Rusko a pravoslaví s jeho tradicemi a zvyklostmi, které – na rozdíl od západníků – považovali za přednosti, než symbol zaostalosti. Tvrdili, že ruská obščina – základní jednotka státu – se společným vlastnictvím půdy vznikla postupným vývojem, dohodou a harmonií, zatímco západní společnost stojí na vojenském dobývání a dominanci. Za základní ideový prvek je tak možné vidět odpor vůči západu jako vůči agresivnímu, shnilému, přehnaně individualistickému a racionalistickému světu a idealizaci tradiční patriarchální pravoslavné společnosti. I když se hnutí hlásilo k obecné myšlence slovanství, zejména v konfliktech s Polskem se slavjanofilové postavili ostře proti Polákům a i proti národním hnutím Ukrajinců a Bělorusů zdůrazňovali zájem pravoslaví, ruského národa a státu.

## Historie
Slavjanofilství vzniklo jako reakce proti osvícenství, které se od doby Petra Velikého snažilo Rusko přiblížit západním zemím a jejich kultuře. Navázalo na myšlenky J. G. Herdera o svébytnosti lidových kultur, na Hegelovu filosofii dějin a na romantické básnictví.

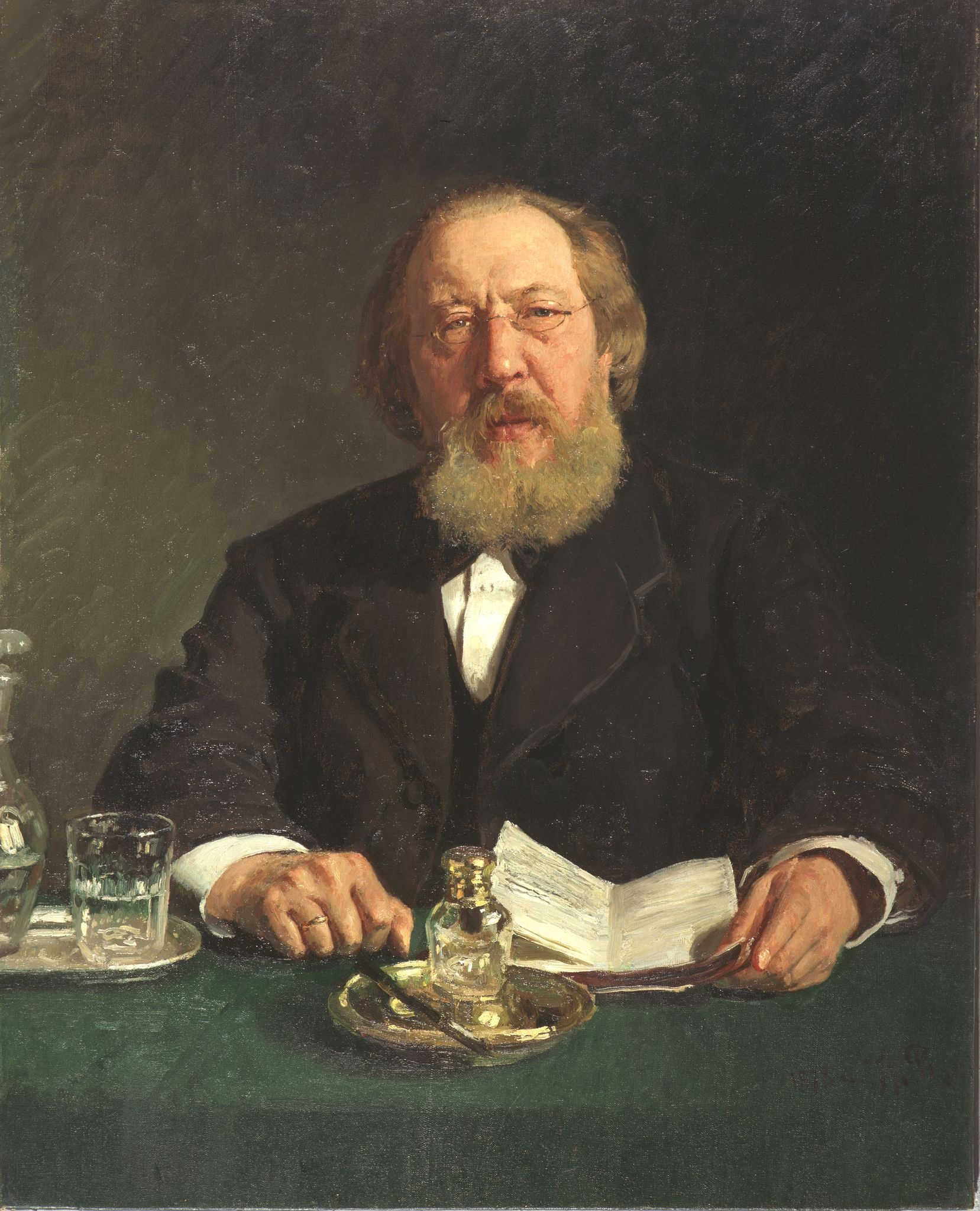
I. S. Aksakov

Označení „slavjanofilové“ bylo původně hanlivé a naráželo na to, že jeho zastánci chtějí konzervovat ruský jazyk (a snad i společnost) a obohacovat jej maximálně o prvky církevní slovanštiny. Volné seskupení kolem Alexandra Semjonoviče Šiškova (1754–1841) radikálně vystupovalo proti zavádění jakýchkoli cizích výrazů do ruského jazyka. Název slavjanofilové tak měl ve skutečném (ironickém) kontextu znamenat spíše „milovníky slovanského jazyka“. V případě Alexandra Šiškova a jeho stoupenců se nejedná o přímou linii předcházející slavjanofilskému učení. Paralelu vytvořili jen nepřátelé tohoto směru, když použili stejné označení.
Samotná idea slavjanofilského učení vycházela z moskevského prostředí po napoleonských válkách.
Za přímého předchůdce lze považovat moskevský kroužek „ljubomudrov“, který se zabýval německou klasickou filosofií a případných možnostech její aplikace na společnost a stát. Filosofie Fridricha Schellinga a zejména pak Georga Wilhelma Hegela spolu s romantickým vlastenectvím tvoří základní pilíře slavjanofilství jako filosoficko-ideového proudu, jenž pevně zakotvil na poli ruské ideje. Formování tohoto společenství probíhalo ve znameních dvou stěžejních jmen, a to Alexeje Stěpanoviče Chomjakova a Ivana Vasiljeviče Kirejevského. Tyto osobnosti daly svoji autoritou celému učení potřebnou váhu a na svou stranu získaly řadu významných spojenců. Ve 40. letech 19. století se tak ruská inteligence dostala do střetu dvou, vzájemně protichůdných směrů, které známe pod značně nepřesným označením slavjanofilové vs. západníci. Své teze slavjanofilové zpočátku publikovali v periodiku Moskviťjan. Ve vedení tohoto časopisu stál Michail Petrovič Pogodin, který se slavjanofily spolupracoval a často bývá nepřesně označován za jejich stoupence. Slavjanofilové se však s profesorem historie na Moskevské univerzitě postupně názorově rozcházeli s čímž postupně končila i jejich spolupráce. I z toho důvodu vydávali od roku 1856 vlastní časopis Russkaja beseda.
Mezi pozdější periodika pak patřily od roku 1880 Rus a v letech 1886–1889 Ruskoje dělo. Hlavně ve svých počátcích měli slavjanofilové publikační těžkosti. Cenzura za vlády cara Mikuláše I. dosahovala extrémní úrovně a slavjanofilské požadavky svobody jedince či proklamace slovanského bratrství nešly v souladu se státní doktrínou.
Aktivně se také podíleli na přípravě reforem cara Alexandra II. (1855–1881). Slavjanofilství mělo nesmírný vliv na ruskou kulturu v 19. století a má jej dodnes. Ovlivnilo zejména F. M. Dostojevského, L. N. Tolstého a celou řadu dalších spisovatelů i hudebních skladatelů. Vliv slavjanofilství je patrný i u A. Solženicyna.
Slavjanofilství mělo své příznivce i mezi Čechy a důkladně kriticky se jím zabýval T. G. Masaryk v díle „Rusko a Evropa“, kde slavjanofilství porovnává s národním obrozením jiných Slovanů a spojuje s panslavismem.
Ve svém spisu Pevanje i mišljenje kritizoval Slavjanofily srbský realista Svetozar Marković, který poukazoval na to, že není správné brát cokoliv lidového automaticky za přínosné, především symboly zaostalosti, mezi které počítal např. slepou víru v cara, pravoslavnou církev, naivnost vesnice etc.

## Hlavní představitelé
Slavjanofilství je nedílně spjato s konkrétními osobnostmi. Krystalizační jádro hnutí vznikalo již od poloviny dvacátých let. Patřili k němu Alexej Stěpanovič Chomjakov (1804–1860), Alexandr Ivanovič Košelev (1806–1883), Pjotr Vasiljevič Kirejevskij (1808–1856), k nimž se ve druhé polovině třícátých let připojil i jeho bratr Ivan (1806–1856). Tato skupina bývá tradičně označována jako starší slavjanofilové. Později, ve čtyřicátých letech, se k původnímu jádru připojovaly další osobnosti řazené mezi mladší slavjanofily, mezi nimi největší význam měli myslitelé Konstantin Sergejevič Aksakov (1817–1860) a Jurij Fjodorovič Samarin (1819–1876).

## Fotogalerie

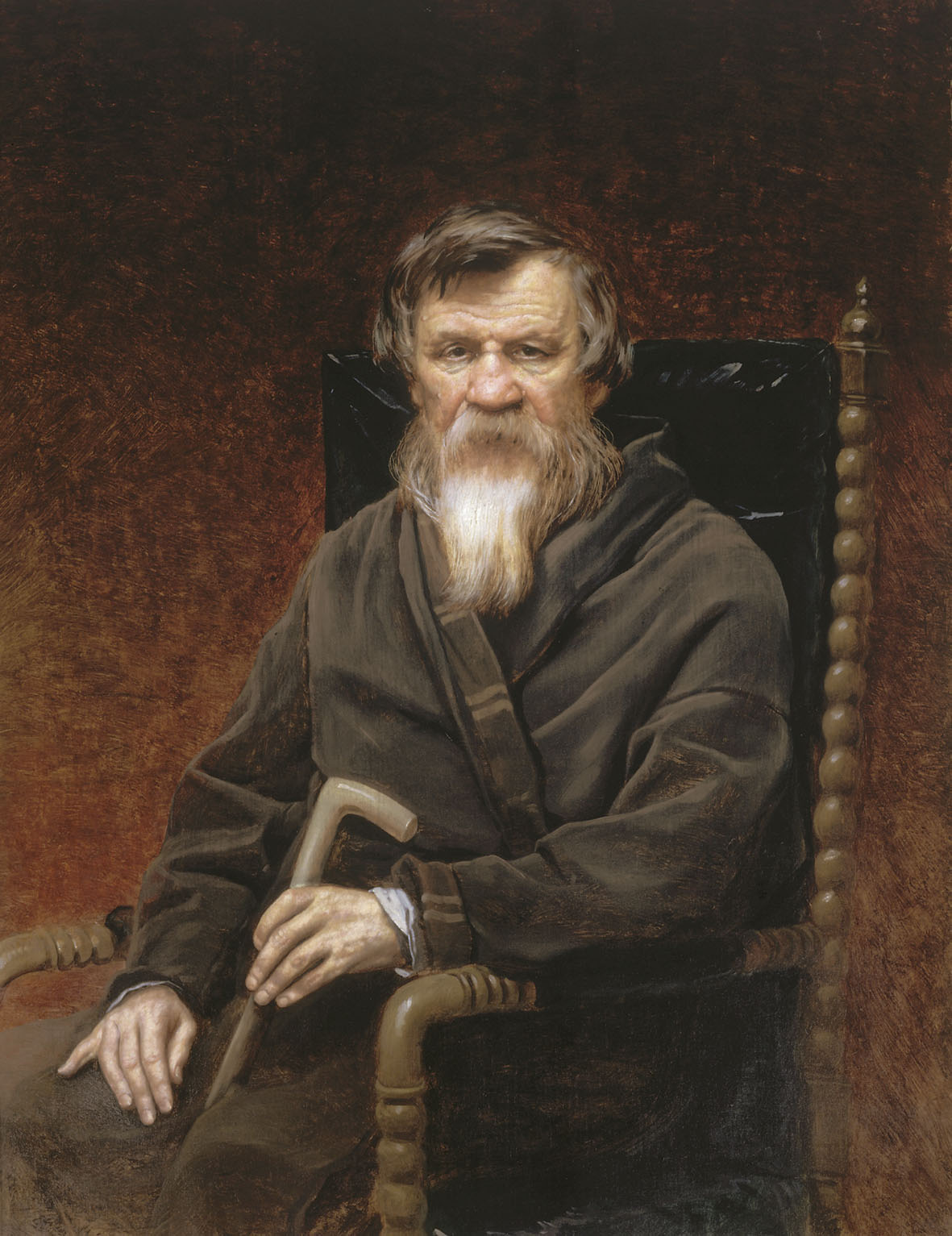
Michail P. Pogodin
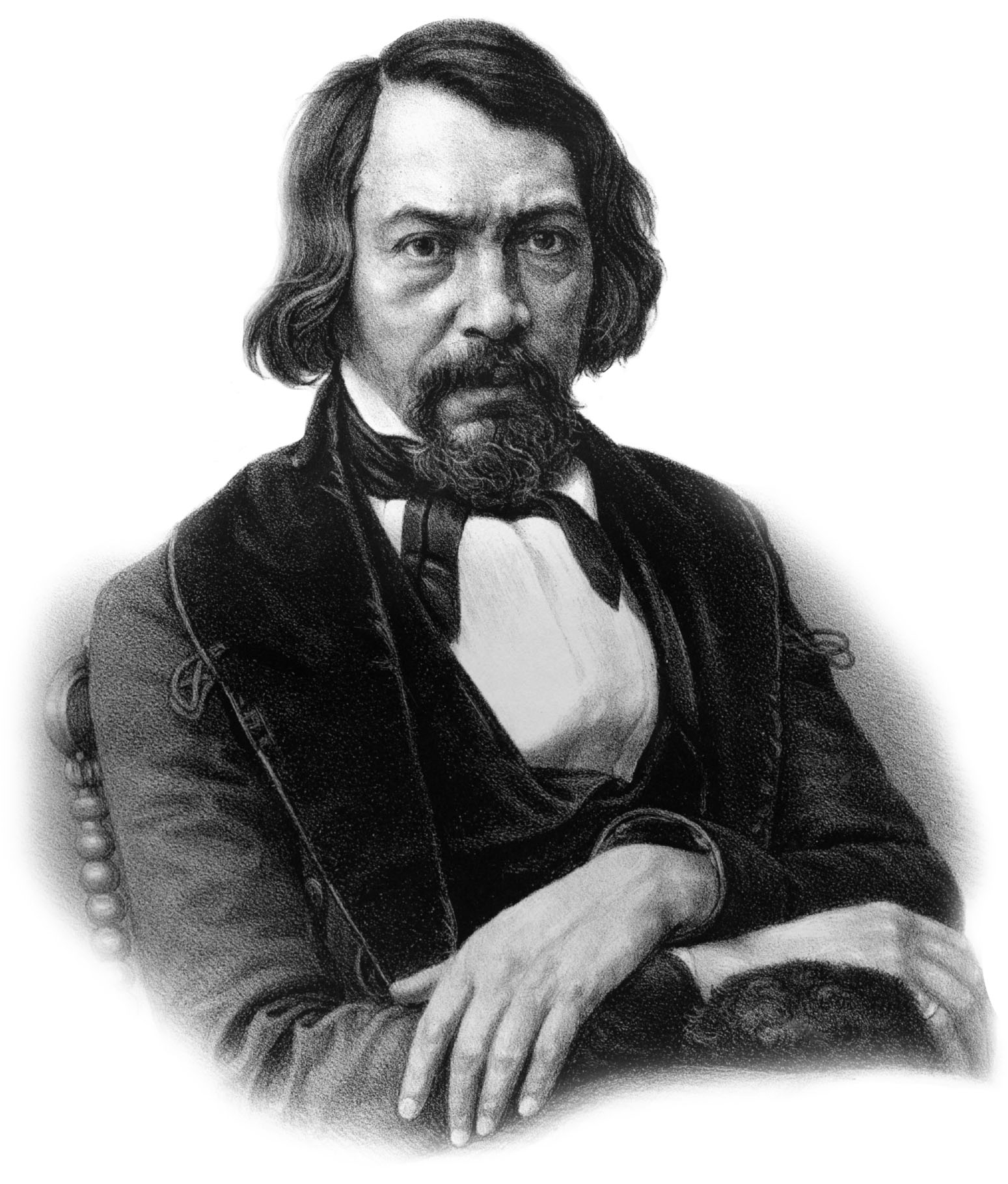
A. S. Chomjakov
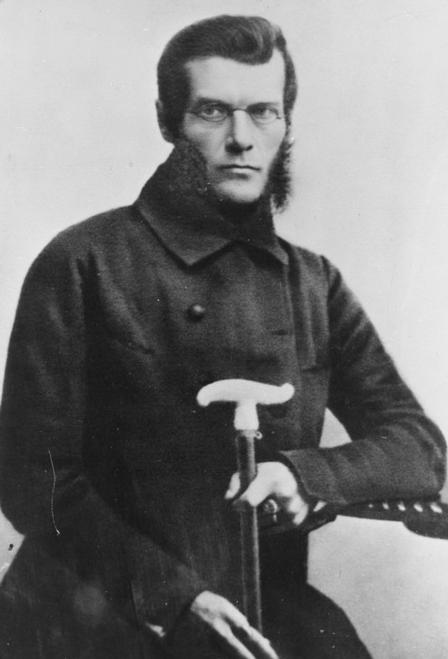
I. V. Kirejevskij
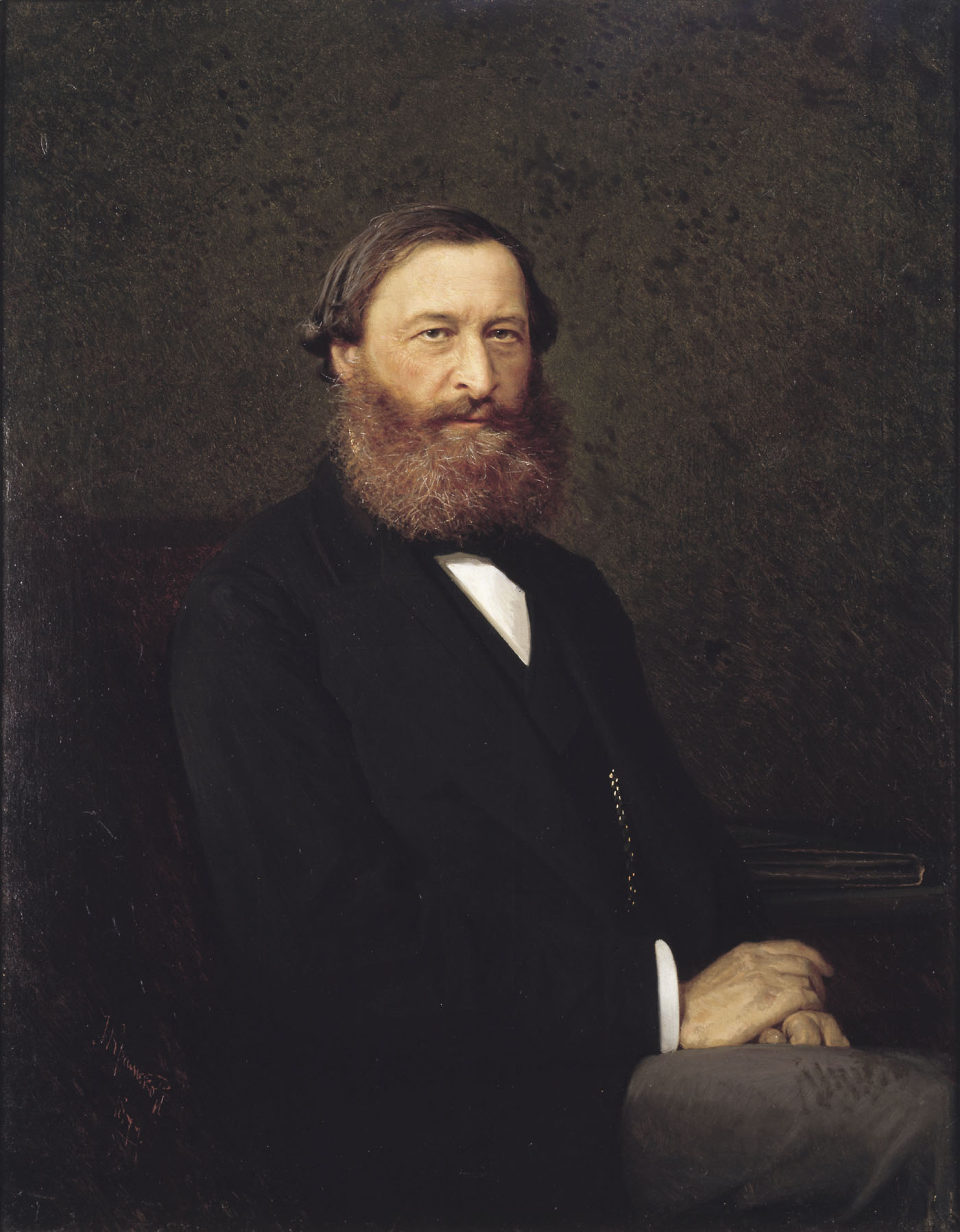
J. F. Samarin